# Патрон (покровител)
 За боеприпаса вижте Патрон.  
Патрон (на латински: patronus, 'защитник'; patron, от латинската дума: pater, баща) в Древен Рим се е наричал „покровител“ или „настойник“, поел опека (като баща) над своя клиент.
Терминът етимологически произлиза от „патер“ – баща. Патронът (първоначално от патрициански произход) бил господар и представител на своите клиенти (непълноправни граждани, освободени роби или чужденци) пред съда, администрацията и другите публични институции. По време на Късната република и Империята клиентите правели скъпи подаръци и плащали немалки суми срещу влиятелната закрила на своя патрон. Връзките на патроната и клиентелата обикновено били скрепявани с взаимни клетви и санкционирани от религиозното и обичайното право на съответните градове или страни.
Патрон в римското право на Древен Рим е човек, който е взаимно верен и закрилник на своите освободени роби и клиенти и трябва да ги представя в съда.
Негов освободен или роб, т.нар. номенклатор (nomenclator) се грижи за списъка на клиентите. Клиентите трябва да посещават всяка сутрин и да поздравят своя патрон в неговата къща, да вършат за него пощенски дейности, да са негови пазачи и клакьори (т.е. да му ръкопляскат) при обществени мероприятия.
Градовете и провинциите разполагат също с наследствен патрон, обикновено римски сенатор. Цицерон например е патрон на жителите на провинция Сицилия, чиито интереси през 71 пр.н.е. успешно представя в процеса (т.н. „Веровски процес“) против Гай Вер.

## Други значения
Когато закрилата и помощта са насочени към хора на науката и изкуството: учени, философи, поети, художници, скулптори и други творци, патроните се наричат меценати, по името на римския богаташ Гай Цилний Меценат.
Патрон се използва и като нарицателно за личност(и), на която е кръстено дадено учреждение, сграда или събитие. Например патрон на Националната библиотека са светите братя Кирил и Методий. Оттук произлиза и термина патронен празник, за деня, в който е празникът на съответното учреждение, сграда или събитие; съответно за Националната библиотека това е 24 май.